# Souterrain von Tealing
Das 1871 entdeckte Souterrain von Tealing, auch Tealing Earth House genannt, ist ein Souterrain nahe der Ortschaft Tealing etwa acht Kilometer nördlich von Dundee in der schottischen Council Area Angus. Bei Souterrains wird grundsätzlich zwischen „rock-cut“, „earth-cut“, „stone built“ und „mixed“ Souterrains unterschieden.

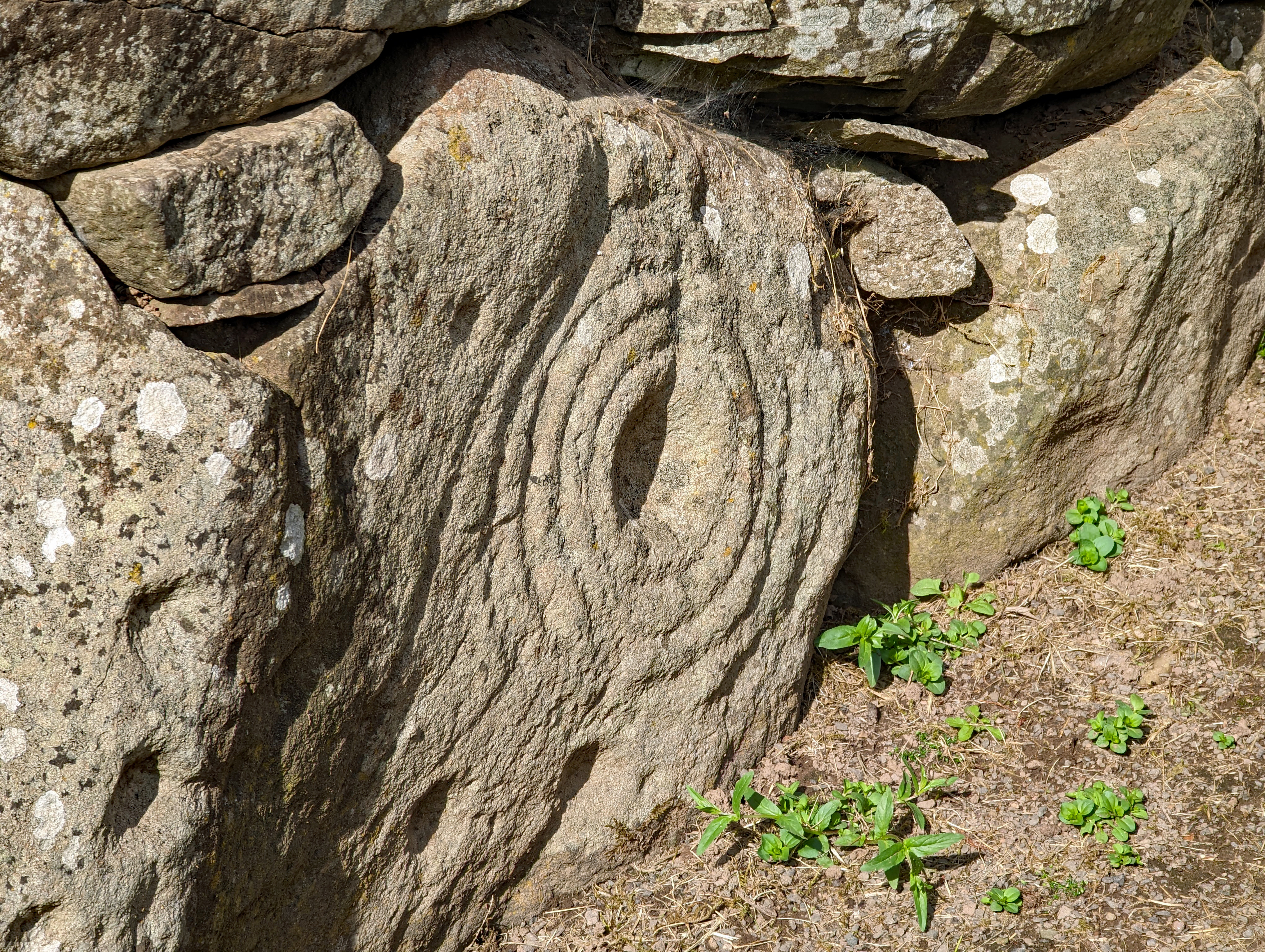
In der Wand befindet sich ein Stein mit Cup-and-Ring-Markierung

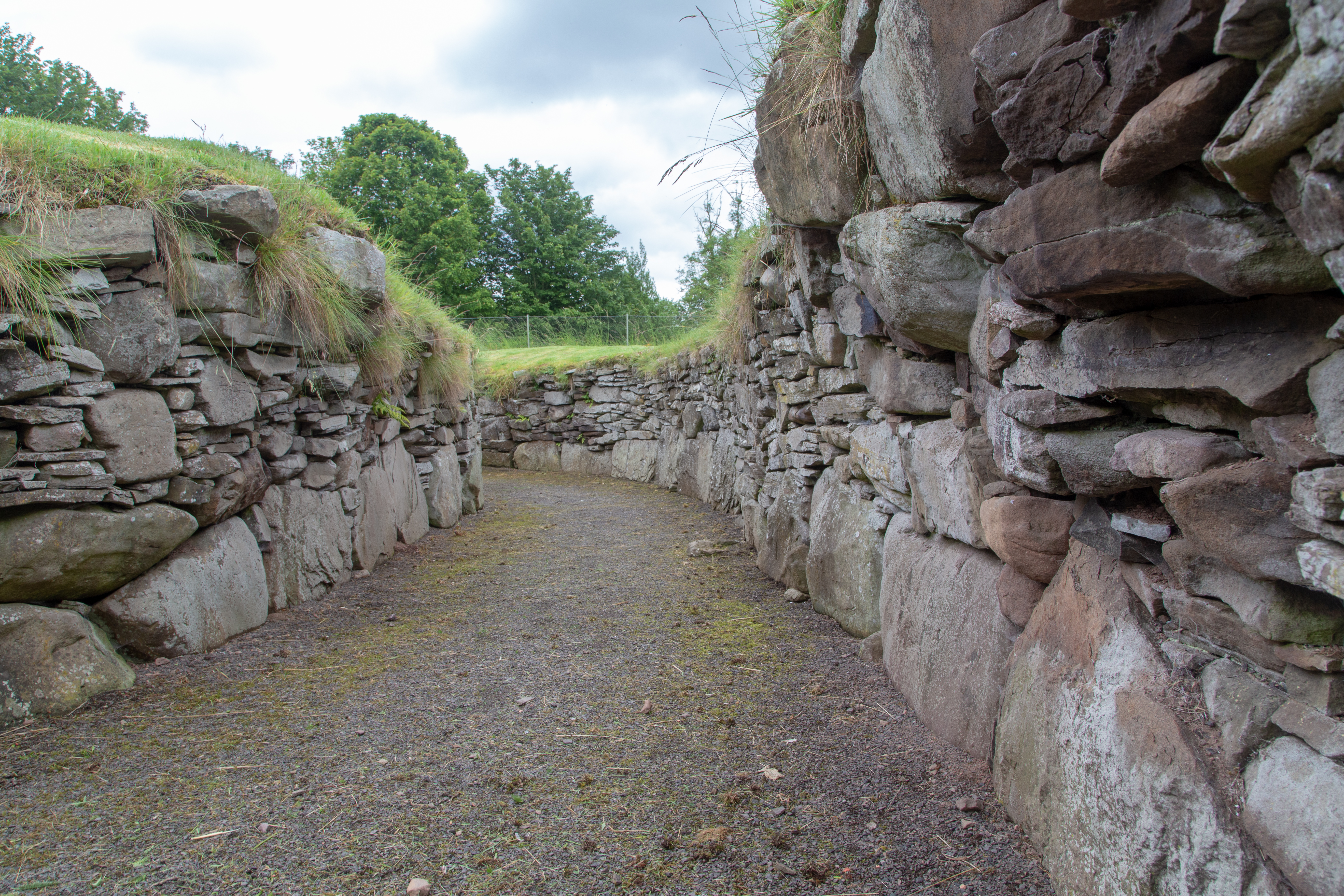
Im „stone built“ Tealing Souterrain

Der Wandaufbau „stone built“ des Souterrains aus Orthostaten und Trockenmauerwerk ist gut erkennbar, hingegen fehlen alle Decksteine. Nahe dem Nordeingang befindet sich ein dekorierter Felsblock aus der Bronzezeit, der in der Anlage aus der Eisenzeit sekundär verbaut wurde.
Die Seiten formen eine für schottische, im Gegensatz zu irischen Souterrains, übliche bananenförmige Struktur von etwa 2,0 m Tiefe und 2,3 m Breite sowie etwa 24,3 m Länge mit einer kleinen Kammer am Ende. Die Kammern der Souterrains wurden als Lagerraum interpretiert, was jedoch den Gegebenheiten insbesondere in den viel kleineren Anlagen der Orkney nicht Rechnung trägt. Im Inneren wurde eine Reihe von Artefakten, darunter ein Armband, Bronzeringe, Steintassen und Tierknochen gefunden.
Auf den Britischen Inseln werden die eisenzeitlichen Souterrains auch Earth Houses, Fogous oder Weems genannt. Der in Schottland gebräuchliche Ausdruck Weem entstammt dem gälischen Uaimh und bedeutet Höhle.
Gut erhaltene Souterrains sind in den Ebenen von Angus häufig.
- Ardestie, auch im Norden von Dundee, ist ein Souterrain, dessen Wandaufbau besonders klar ist.
- Carlungie liegt 1,7 km nordöstlich von Ardestie und hat eine komplexe Reihe von Gängen. Sie waren mit oberirdischen Bereichen verbunden und wurden bereits in Urgeschichtlicher Zeit verfüllt.

Unweit des Souterrains befindet sich ein historisch interessanter Taubenschlag aus dem 16. Jahrhundert. Die Cup-and-Ring-Markierungen von Gallow Hill A + B liegen nordwestlich von Tealing.